# Česká marka
Česká marka (německy Böhmische Mark, latinsky marchia bohemica) bylo předpokládané historické území s krátkodobým trváním ve středověku. Mělo zahrnovat některé oblasti na území dnešní jižní Moravy a Dolních Rakous.

## Vymezení pojmu
Česká marka měla zahrnovat oblast od Hardeggu na Dyji na západě po Pavlovské vrchy a Falkenstein na východě. Na jihu jeho hranici údajně tvořily hory severně od Sitzendorfu, Hollabrunnu, Gnadendorfu a Mistelbachu.
Podle Friedricha Steina byla v souvislosti s hrabaty ze Schweinfurtu několikrát zmiňována Česká marka, resp. Markrabství u Čech. „Marchia bohemica“ je historicky ovšem doložena pouze jednou jako dar Haderichovi v roce 1055.  Vzhledem k tomuto faktu má současný historický výzkum tendenci nahlížet na toto označení, pokud vůbec existovalo, jako na hranici mezi Čechami a Východní markou. Zmíněný Adalbero, ale ani markrabě Siegfried v sousední „Uherské marce“ nebyli schopni upevnit svou moc.
Tyto marky či hraniční území pravděpodobně ve druhé polovině 11. století připadly Babenberkům. Z tohoto důvodu byly nejpozději od 12. století všechny relevantní dokumenty uloženy v babenberském archivu.
Současnými historiky je pojem Česká marka považován spíše za akademický konstrukt intelektuálů 19. a 20. století, jehož existence je již považována za vyvrácenou.